# Primorski dnevnik
Primorski dnevnik (со словен. — «Приморский дневник») — итальянская ежедневная газета, выходящая на словенском языке. Редакция — в Триесте. Выходит с 1945 года.
Газета главным образом освещает жизнь словенского меньшинства в Италии, но также широко освещаются новости из Словении и всего мира. Часто публикуются материалы, посвящённые словенскоязычному меньшинству в Каринтии и в других странах Европы.

## История
Газета была основана 13 мая 1945 года как правопреемница газеты Партизански дневник (словен. Partizanski dnevnik), издававшейся нелегально во время Второй мировой войны словенскими партизанами в Словенском Приморье. После освобождения Триеста югославскими партизанами 1 мая 1945 года редакция переместилась в Триест, а газета сменила название на современное.

## Критика
Издание неоднократно подвергалось критике в связи со значительным объёмом государственных субсидий (около 3 млн евро от итальянского правительства или 60 % от годового бюджета).